# 阿倍広人
阿倍 広人（あべ の ひろひと、生没年不詳）は、奈良時代の貴族。姓は朝臣。官位は従五位下・越中守。

## 経歴
孝謙朝末の天平宝字2年（758年）従六位下の時に南海道問民苦使に任ぜられた。この人事は、広人が参議・阿倍沙弥麻呂の近親者であったためと推定されている。この頃には右京大進も務めている。
淳仁朝の天平宝字3年（759年）12月には正六位上・越前介の官位にあり、翌天平宝字5年（761年）正月に従五位下に叙爵し、越中守に任官した。また同年の班田の際に、広人が寺田と口分田とを混同して相替えて百姓に給したことが、天平神護3年（767年）の民部省符に記されている。

## 官歴
注記のないものは『続日本紀』による。
- 時期不詳：従六位下
- 天平宝字2年（758年）正月5日：南海道問民苦使。8月：見右京大進[2]
- 時期不詳：正六位上
- 天平宝字3年（759年）12月3日：見越前介[3]
- 天平宝字5年（761年）正月2日：従五位下。正月16日：越中守